# Heinrich Wirri

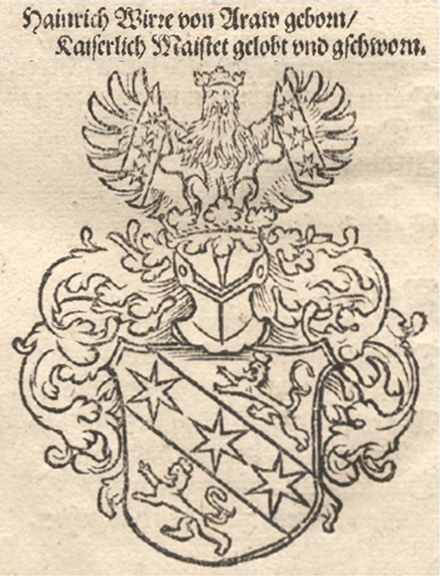
Hainrich Wirre von Araw geborn / Kaiserlich Maistet gelobt vnd gschworn.

Heinrich Wirri (auch Wire, Wirre, Wirrich, Wirry, Werry; * im ersten Viertel des 16. Jahrhunderts in Aarau; † vermutlich um 1572 in Österreich) war ein Schweizer Spruchdichter und Pritschenmeister.
Er lernte in Aarau das Weberhandwerk. 1552 nannte er sich selbst einen Schneider. Er war von 1544 bis gegen die Mitte der 1550er Jahre in Solothurn ansässig, dann in Zürich. Ein Wanderleben als Pritschenmeister, Schauspieler und Sänger bei Hochzeiten, Schützen- und Hoffesten führte ihn an Höfe und in Städte Südwestdeutschlands, Österreichs und der Schweiz.
Wirri verfasste Einblattdrucke insbesondere über Sensationsgeschichten und als Pritschenmeister Festbeschreibungen.
Nach Wirri nennt sich die Heinerich-Wirri-Zunft in Aarau.